# 안젤로 소르마니
안젤로 베네딕토 미구엘 소르마니(이탈리아어: Ángelo Benedicto Miguel Sormani, 1939년 7월 3일, 브라질 자우)는 이탈리아계 브라질인 출신의 전직 축구 선수이다.
그는 선수 생활을 하는 동안에 산투스, 만토바, 로마, 삼프도리아, 밀란, 나폴리, 피오렌티나, 비첸차 등에서 뛰었다.
그는 1962년부터 1963년까지 이탈리아 축구 국가대표팀에서 7경기에 출전하여 2골을 넣었고, 1962년 FIFA 월드컵에도 참가하였다.